# NGC 5978
NGC 5978 је спирална галаксија у сазвежђу Вага која се налази на NGC листи објеката дубоког неба.
Деклинација објекта је - 13° 14' 2" а ректасцензија 15h 42m 27,1s. Привидна величина (магнитуда) објекта NGC 5978 износи 14,0 а фотографска магнитуда 14,9. NGC 5978 је још познат и под ознакама MCG -2-40-2, NPM1G -13.0488, PGC 55838.